# 25615 Votroubek
25615 Votroubek è un asteroide della fascia principale. Scoperto nel 2000, presenta un'orbita caratterizzata da un semiasse maggiore pari a 2,2804848 UA e da un'eccentricità di 0,1471695, inclinata di 8,27173° rispetto all'eclittica.